# Villarrica (miasto w Paragwaju)
Villarrica – miasto w południowym Paragwaju, położone na wschód od Asunciónu i na południe od miasta Coronel Oviedo. Ludność: 38,2 tys. (2002). Ośrodek administracyjny departamentu Guairá.
Miasto zostało założone najpierw w 1576 nad brzegami Parany jako Villa Rica del Espíritu Santo. W 1682 zostało przeniesione dalej w głąb lądu. 
Villarrica położona jest przy głównej linii kolejowej kraju łączącej Asunción z Encarnación przy granicy z Argentyną. Miasto stanowi ważny ośrodek handlu yerba mate, tytoniem, trzciną cukrową, skórami i winem.